# 정읍향교 대성전
정읍향교 대성전(井邑鄕校 大成殿)은 대한민국 전북특별자치도 정읍시 장명동 정읍향교에 있는 대성전이다. 1984년 4월 1일 전라북도의 문화재자료 제73호로 지정되었다.

## 개요
향교는 공자와 여러 성현께 제사를 지내고 지방민의 교육과 교화를 위해 나라에서 세운 교육기관이다.
정읍향교를 처음 지은 정확한 연대는 알 수 없지만，인조 16년(1638)에 이곳 유림들이 지금 있는 자리로 옮겨 세웠다. 그 뒤 8차례 보수를 거쳐 오늘날의 모습을 갖추고 있다.
대성전은 공자를 비롯하여 중국과 한국 유학자의 위패를 모시고 제사를 지내는 곳이다. 앞면 3칸·옆면 3칸의 규모이며，지붕은 옆면에서 볼 때 사람 인(人)자 모양인 맞배지붕으로 되어 있다．
조선시대에는 나라에서 토지와 노비·책 등을 지원받아 학생을 가르쳤으나, 지금은 교육 기능은 없어지고 제사 기능만 남아 있다. 많은 서적을 소장하고 있어 지방의 향토사 연구에 귀중한 자료가 되고 있다.

## 현지 안내문
이 대성전은 공자를 모신 사당이다. 유교를 통치이념으로 삼았던 조선시대에는 향교에 공자를 모신 사당을 두고, 유학을 장려했다. 나라에서 각 지방에 세운 학교 가운데 하나인 정읍향교는 조선 태조 7년(1398년)에 창건했으며, 인조 16년(1638년)에 지금의 위치로 옮겨 세웠다. 대성전에는 공자의 위패를 가운데 모시고, 동·서쪽으로 맹자 등 네 성인, 주자 등 중국 송나라 때 유학자 네 사람을 함께 모셨다. 신라시대 설총을 비롯한 우리나라 유학자 열 여덟 분의 위패도 모시고 있다. 향교에서는 매달 음력 초하루와 보름에 사당에 향불을 피워 올리고, 매년 봄·가을에는 제사(석전대제)를 지냈다. 관청의 후원을 받아 향교의 선비들이 주관하여 치르던 이 제사는, 공자의 뜻을 기리는 큰 행사이다.

## 참고 자료
- 정읍향교대성전 - 국가유산청 국가유산포털